# 叙階
叙階（じょかい）とは、キリスト教カトリック教会の秘跡（サクラメント）の一つで聖職者を任命すること。
正教会では神品機密（叙聖）に相当。聖公会では聖職者按手（叙任）に相当するが、聖奠ではなく聖奠的諸式に位置づけられる。プロテスタント教会では按手礼に相当するが、サクラメントとは位置づけられていない。

## 概説
中世より、カトリック教会の位階制度では、聖職位階として「司祭・助祭・副助祭」の上三段、および「侍祭・祓魔師・読師・守門」の下四段の合わせて7つの位階が存し、トリエント公会議において公式に教理として定められた。
しかし、第2バチカン公会議においては、叙階の秘跡の充満が司教職にあることが確認され、聖職位階は司教・司祭・助祭と定められた。また、助祭に属する副助祭が聖職位階の下位に変更され、さらに教皇パウロ6世の1972年8月15日の自発教令『ミニステリア・クエダム（Ministeria quaedam）』により、これまで聖職位階の下位にあったものは位階制からは除外され、読師は「朗読奉仕者」、侍祭は「祭壇奉仕者」として信徒の使徒職、奉仕職となった。
カトリックのローマ典礼において聖職位階を受けるものは男性で、終生独身でなければならないが、終身助祭に関しては既婚者を認めることもある。一般的に司祭に対しては神父という敬称が用いられている。
なお、カトリックにおいても、東方典礼カトリック教会など非ローマ典礼の場合、司祭の妻帯が認められている。またローマ典礼においても聖公会からの改宗司祭の場合、特例として妻帯が認められることがある。